# قائمة أنواع التفاح
يوجد عدة أنواع من جنس التفاح:	 
- تفاح مستأنس (الاسم العلمي: Malus domestica)
- تفاح أغبس (الاسم العلمي: Malus fusca)
- تفاح آسيوي (الاسم العلمي: Malus asiatica)
- تفاح بوتاني (الاسم العلمي: Malus bhutanica)
- تفاح تفاحي (الاسم العلمي: Malus malus)
- تفاح توتي (الاسم العلمي: Malus baccata)
- تفاح حرجي (الاسم العلمي: Malus sylvestris)
- تفاح خوخي الورق (الاسم العلمي: Malus prunifolia)
- تفاح دومري (الاسم العلمي: Malus doumeri)
- تفاح روكي (الاسم العلمي: Malus rockii)
- تفاح زومي (الاسم العلمي: Malus zumi)
- تفاح شرقي (الاسم العلمي: Malus orientalis)
- تفاح قزم (الاسم العلمي: Malus pumila)
- تفاح محب للمطر (الاسم العلمي: Malus ombrophila)
- تفاح منظاري (الاسم العلمي: Malus spectabilis)
- تفاح ناعم الكأس (الاسم العلمي: Malus leiocalyca)
- تفاح نهري (الاسم العلمي: Malus rivularis)
- تفاح هولي (الاسم العلمي: Malus halliana)
- تفاح هوناني (الاسم العلمي: Malus honanensis)
- تفاح وسيط (الاسم العلمي: Malus transitoria)
- تفاح إسفيني (الاسم العلمي: Malus cuneata)
- تفاح شجيري (الاسم العلمي: Malus frutescens)
- تفاح صلب (الاسم العلمي: Malus robusta)
- تفاح قطلبي الورق (الاسم العلمي: Malus arbutifolia)
- تفاح كثير الأزهار (الاسم العلمي: Malus floribunda)
- تفاح كثير البذور (الاسم العلمي: Malus granata)
- تفاح آرليت (الاسم العلمي: Arlet)